# 九里山街道 (焦作市)
九里山街道，是中华人民共和国河南省焦作市马村区下辖的一个乡镇级行政单位。

## 行政区划
九里山街道下辖以下地区：
九里山社区、鑫兴社区和演马社区。